# Mariner 8

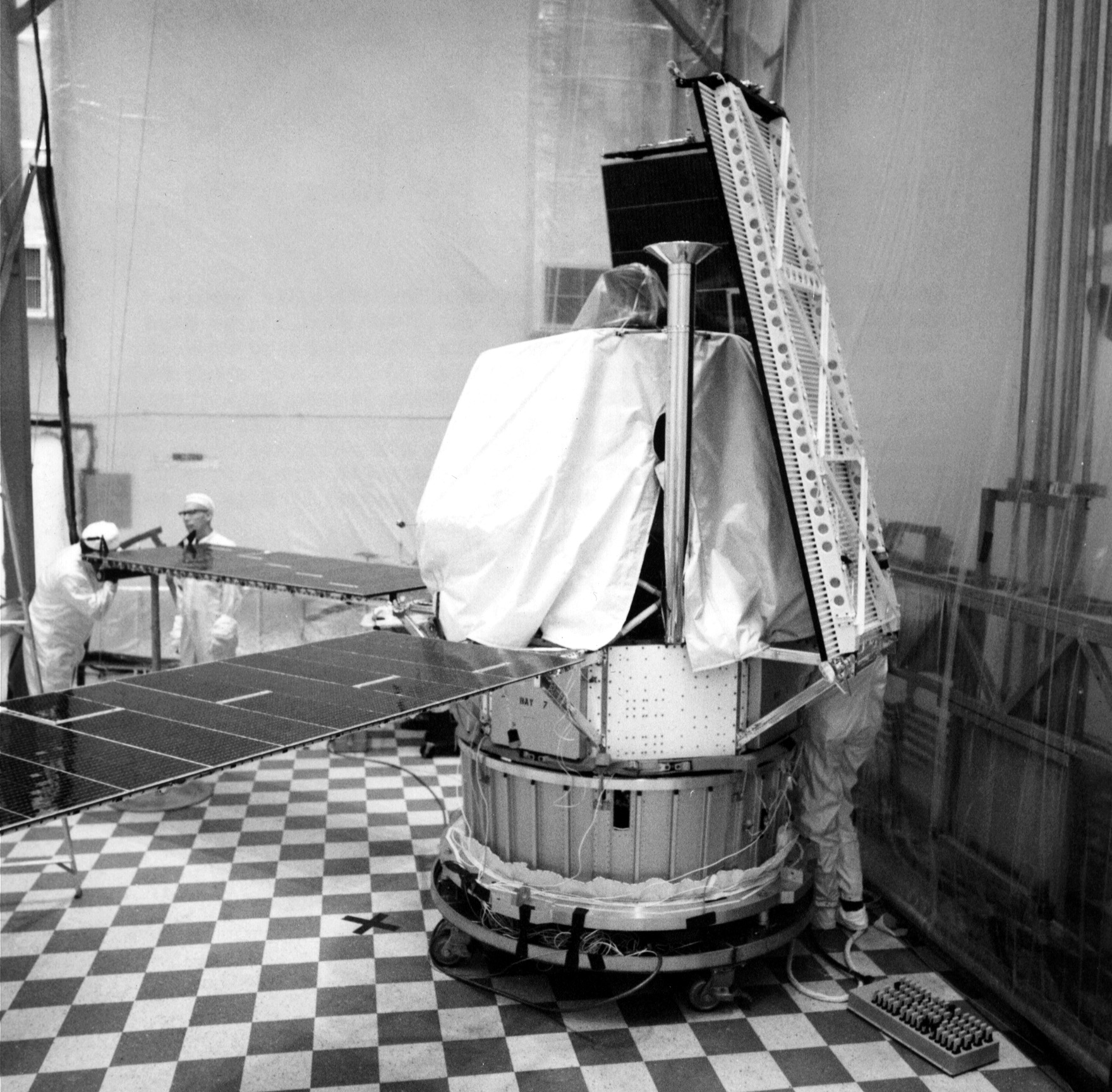
Montaż paneli słonecznych

Mariner 8 (pol. Żeglarz 8., znany też jako Mariner H) – bezzałogowa sonda amerykańskiej agencji kosmicznej NASA. Jej celem było wejście na orbitę Marsa, wykonanie zdjęć i szeregu badań naukowych tej planety. Była bliźniaczą sondą Marinerów 6, 7 i 9. Wraz z Marinerem 9 stanowiła część programu „Mariner Mars 71”. Sonda została zniszczona w kilka minut po starcie z Przylądka Canaveral 9 maja 1971 roku na skutek utraty sterowności przez stopień Centaur rakiety Atlas-Centaur. Przyczyną katastrofy była usterka układu scalonego o powierzchni 32 mm2, znajdującego się w pilocie automatycznym stopnia Centaur. Rakieta zaczęła koziołkować i ostatecznie wpadła do Oceanu Atlantyckiego w odległości prawie 1500 km od miejsca startu, około 560 km na północ od Portoryko.
Masa startowa sondy wynosiła 997,9 kg, z czego 439,1 kg stanowiło paliwo i gaz wykorzystywany przez silniczki kontroli położenia. Całkowita masa instrumentów naukowych wynosiła 63,1 kg. Cztery panele baterii słonecznych o całkowitej powierzchni 7,7 m² mogły dostarczyć 800 W mocy w okolicach Ziemi i 500 W na orbicie Marsa.
Niektóre z zadań Marinera 8 dodano do listy zadań Marinera 9, którego misja zakończyła się pełnym sukcesem.